# Paraelektrikum
Ein Paraelektrikum ist ein nichtleitendes Material, das keine parallel ausgerichteten permanenten elektrischen Dipolmomente aufweist. Der Begriff wird vor allem für Stoffe verwendet, die bei niedrigerer Temperatur ferroelektrisch sind (also für Ferroelektrika oberhalb ihrer Curie-Temperatur) oder durch kleine Modifikationen beispielsweise der chemischen Zusammensetzung zu einem Ferroelektrikum werden. Der Begriff steht daher im direkten Gegensatz zum Begriff des Ferroelektrikums, in Analogie zum Begriffspaar paramagnetisch/ferromagnetisch.
Paraelektrika (im engeren Sinne) stehen schon nahe an der Ausbildung einer elektrischen Polarisation und zeichnen sich daher durch eine hohe Permittivität aus. Es kommt in ihnen auch zu nichtlinearen Effekten. Die Permittivität ist von der elektrischen Feldstärke und vom mechanischen Druck abhängig. Dieser Effekt kann in der Hochfrequenztechnik ausgenutzt werden: Indem die Permittivität über eine angelegte Gleichspannung verändert wird, kann eine steuerbare Phasenverschiebung eines Hochfrequenz-(Mikrowellen-) Signals erzielt werden, und es können durchstimmbare Filter hergestellt werden.
Bekannte Paraelektrika sind SrTiO3, BaxSr1−xTiO3(x<0,5) und KTaO3. Diese Materialien werden manchmal auch kurz als STO, BSTO und KTO bezeichnet. STO16 bezeichnet „gewöhnliches“ SrTiO3 mit dem Sauerstoffisotop 16O und STO18 dieselbe Verbindung mit dem Sauerstoffisotop 18O. STO16 ist bei allen Temperaturen bis zum absoluten Nullpunkt paraelektrisch und hat eine Dielektrizitätszahl von εr = 300 bei Raumtemperatur und 20.000 bei sehr geringer Temperatur (unter ca. 5 K). Hingegen wird STO18 unter ca. 30 K bereits ferroelektrisch. Es lässt sich also schon durch die Veränderung der Masse der Sauerstoffatome ein Übergang vom para- zum ferroelektrischen Verhalten herbeiführen.